# Saint-Léonard (Marne)
 Saint-Léonard  es una población y comuna francesa, en la región de Champaña-Ardenas, departamento de Marne, en el distrito de Reims y cantón de Reims-7.

## Demografía
| 58 | 87 | 99 | 86 | 75 | 77 |
| Para los censos de 1962 a 1999 la población legal corresponde a la población sin duplicidades (Fuente: INSEE [Consultar]) |    |    |    |    |    |